# TWO HEARTS (アルバム)
『TWO HEARTS』（トゥ・ハーツ）は、PSY・Sの初のベスト・アルバム。

## 解説
PSY・S初のベスト・アルバム。
1980年代に発売された楽曲から選曲。4曲が新たにミックスされ、5曲は新録。
他のソニー系アーティスト、ベスト・アルバムの例に漏れず、最新シングル「Friends or Lovers」を収録するが最新アルバム『SIGNAL』から1曲も選曲されていない。

## チャート成績
オリコン最高3位、23万枚を売上、アルバムとして最大ヒットとなった。

## アートワーク
美術家・デザイナーのミック・イタヤがアートワークを担当。以降、1993年頃迄のほぼ全ての作品に携わる。
アーティスト写真のコスチュームは、南流石が担当。
初回盤は「レンチキュラー」仕上げのポストカードが封入。

## 収録曲
| 全作曲・編曲: 松浦雅也。 |                                             |                |            |      |
| #                        | タイトル                                    | 作詞           | 作曲・編曲 | 時間 |
| 1.                       | 「Woman・S (New Version)」                  | サエキけんぞう | 松浦雅也   | 5:01 |
| 2.                       | 「電気とミント (MOVIE-MIX)」                | 松尾由紀夫     | 松浦雅也   | 4:18 |
| 3.                       | 「Friends or Lovers (New Mix)」             | 松尾由紀夫     | 松浦雅也   | 4:10 |
| 4.                       | 「Lemonの勇気 (New Mix)」                   | サエキけんぞう | 松浦雅也   | 4:23 |
| 5.                       | 「ファジィな痛み」                          | 松尾由紀夫     | 松浦雅也   | 5:05 |
| 6.                       | 「Desert (New Version)」                    | 安則まみ       | 松浦雅也   | 4:06 |
| 7.                       | 「Another Diary (New Version)」             | サエキけんぞう | 松浦雅也   | 3:31 |
| 8.                       | 「Brand-New Menu (New Version)」            | サエキけんぞう | 松浦雅也   | 3:56 |
| 9.                       | 「景色 (New Version)」                      | サエキけんぞう | 松浦雅也   | 5:19 |
| 10.                      | 「Cubic Lovers」                            | 松尾由紀夫     | 松浦雅也   | 5:34 |
| 11.                      | 「Angel Night〜天使のいる場所〜 (New Mix)」 | 松尾由紀夫     | 松浦雅也   | 4:27 |
| 12.                      | 「薔薇とノンフィクション」                  | 松尾由紀夫     | 松浦雅也   | 3:41 |
| 13.                      | 「From The Planet With Love ('87 Version)」 | 安則まみ       | 松浦雅也   | 4:58 |
| 14.                      | 「Parachute Limit」                         | あさくらせいら | 松浦雅也   | 5:31 |
| 15.                      | 「Wondering up and down〜水のマージナル〜」 | 松尾由紀夫     | 松浦雅也   | 5:03 |
| 合計時間:                | 合計時間:                                   | 合計時間:      | 69:03      |      |

## 楽曲解説
1. Woman・S (New Version)
4thシングル。ヴォーカル、コーラスだけを残しすべての楽器が入れ替えられている。
前奏が短縮された分、最後のリフレインが延ばされている。
2. 電気とミント (MOVIE-MIX)
16thシングル。元々は3rdアルバム『Mint-Electric』からのシングル・カット楽曲。
間奏のミックスなどが異なる。
3. Friends or Lovers (New Mix)
15thシングル。
4. Lemonの勇気 (New Mix)
6thシングル。
5. ファジィな痛み
11thシングル。
6. Desert (New Version)
1stアルバム『Different View』収録曲。
原曲とアレンジが大きく異なる。全英語詞。
7. Another Diary (New Version)
3rdシングル。アコースティック調のバァージョン
8. BRAND-NEW MENU (New Version)
2ndシングル。
2012年のボックス・セット『Psyclopedia』では再度ミックスされ“2012ver.”として収録。
9. 景色 (New Version)
デビュー・シングル「Teenage」カップリング曲。1stアルバム『Different View』収録曲。
原曲と違い、イントロが追加されている。
10. Cubic Lovers
6thシングル「Lemonの勇気」カップリング曲。
11. Angel Night〜天使のいる場所〜 (New Mix)
7thシングル。
12. 薔薇とノンフィクション
8thシングル。
13. From The Planet With Love ('87 Version)
1stアルバム『Different View』収録曲。
1987年発売CDV「電気とミント」収録ヴァージョン。
14. Parachute Limit
9thシングル。特に表記が無いがアウトロが若干異なる。
15. Wondering Up and Down〜水のマージナル〜
12thシングル。

## ボーナス・トラック
2012年のボックス・セット『Psyclopedia』のDISC 8として本アルバムが復刻された際、以下の2曲がボーナス・トラックとして追加収録されている。
1. CHILD
1989年1月発売の10thシングル。オリジナル・アルバム未収録。
2. チェイシング・レインボウ / Chasing The Rainbow
12インチ・シングル「Another Diary」収録曲。